# Good Christian Bitches (tv-serie)
Good Christian Bitches og kaldt GCB  er en amerikansk komedie-drama tv-serie er udviklet af Robert Harling, produceret af Darren Star. Baseret på "semi-selvbiografiske" roman Good Christian Bitches af Kim Gatlin, serien handler om en kvinde som lige er blevet enke, der flytter sammen med sine børn tilbage til ”det rige” Dallas, Texas, kvarter, hvor hun voksede op.
Serien sendes på kanal 4

## Rolleliste

### Hovedpersoner
- Leslie Bibb som Amanda Vaughn (født Stopper)
- Kristin Chenoweth som Carlene Cockburn (født Lourd)
- Jennifer Aspen som Sharon Peacham (født Johnson)
- Marisol Nichols som Heather Cruz
- Miriam Shor som Cricket Caruth-Reilly
- David James Elliott som Ripp Cockburn
- Mark Deklin som Blake Reilly
- Brad Beyer som Zack Peacham
- Annie Potts som Elizabeth "Gigi" Stopper

### Tilbagevendende karakterer
- Tyler Jacob Moore (Donny Boaz i pilot) som Pastor John Tudor.[2]
- Eric Winter som Luke Lourd[3]
- Bruce Boxleitner som Burl Lourd
- Lauran Irion som Laura Vaughn
- Colton Shires som Will Vaughn
- Alix Elizabeth Gitter som Alexandra Caruth-Reilly
- Mackinlee Waddell som McKinney Peacham[4]
- Hartley Sawyer (Ryan Akir i pilot) som Bozeman Peacham
- Jack DePew (Nick Krause i pilot) som Landry Cockburn

### Bemærkelsesværdige gæster
- Tom Everett Scott som Andrew Remington[5]
- Donna Mills som Bitsy Lourd
- Kevin Alejandro som Danny,[6]
- Grant Bowler[6] som Mason Massey
- Greg Vaughan som Bill Vaughn
- Denton Blane Everett som Booth Becker
- Sandra Bernhard som Debbie Horowitz
- Sheryl Crow som Hende selv